# Maria Lambiotte
Maria Salkin Lambiotte (1872 — 1930) was een Belgisch kunstschilder en tekenaar.

## Biografie
Lambiotte werd in 1872 geboren als dochter van de houthandelaar en producent van scheikundige producten Lucien Lambiotte en Thérèse Vigneron. Zij was de zuster van de ondernemer en politicus Auguste Lambiotte uit Schaarbeek.
Zij huwde met Paul Salkin (Elsene, 14 februari 1869 — Watermaal, 15 april 1932), raadsheer bij het Hof van Beroep in het toenmalige Elisabethstad en auteur. Zij was de moeder van de kunstschilder Emile Salkin (1900-1977).
Paul Salkin liet in 1897 Villa Jacques in Kortenberg bouwen, een villa in eclectische stijl. Deze villa werd genoemd naar de oudste zoon Jacques Salkin (1897-1947).
In hetzelfde jaar werd Paul Salkin, die de kleinzoon van de vroegere eigenares Barones Julie d’Eesbeeck Vanderhaeghen was, eigenaar van het hoofdgebouw (het abdijkasteel) van de abdij van Cortenbergh, waar vanaf 1900 zijn gezin woonde. De abdij bleef tot 1933 in handen van de familie Salkin. Maria Lambiotte had er haar atelier.
Maria Lambiotte ondersteunde de artistieke aanleg van haar zoon Emile. Op 10-jarige leeftijd won hij reeds een prijs in een "Grand Concours" in Parijs. Jean Delvaux, eveneens magistraat, was een zeer goede vriend van Paul Salkin. Zijn zoon, de latere kunstschilder Paul Delvaux, kwam vanaf 1907 dikwijls op bezoek en werd de beste vriend van Emile Salkin.

## Werk
Maria Lambiotte was een vermoedelijke leerlinge van Franz Verhas . Maria Lambiotte woonde voor haar huwelijk in Schaarbeek (Rogierstraat ), net zoals de broers Frans en Jan Verhas. De gelijkenissen met de werken van zowel Frans als Jan Verhas zijn opmerkelijk. De portretten die zij van Franz Verhas schilderde zijn gemaakt in hetzelfde interieur als zijn schilderijen met de kimono's en het ezeltje op het strand is het hetzelfde thema als bij Jan Verhas.
Zij was schilderes van figuren, portretten, naakten en danseressen en tekenares. In 1910 exposeerde zij in Brussel op de ‘Exposition Universelle et Internationale de Bruxelles’ en in 1914 in Spa op de ‘Exposition des Beaux-Arts’. Maria Salkin Lambiotte schilderde onder andere het tafereel van de familie Matthieu in het abdijsalon. Tijdens de Eerste Wereldoorlog maakte ze een reeks van twaalf postkaarten. Dankzij Maria Lambiotte werd Kortenberg in de belle époque een kunstcentrum.

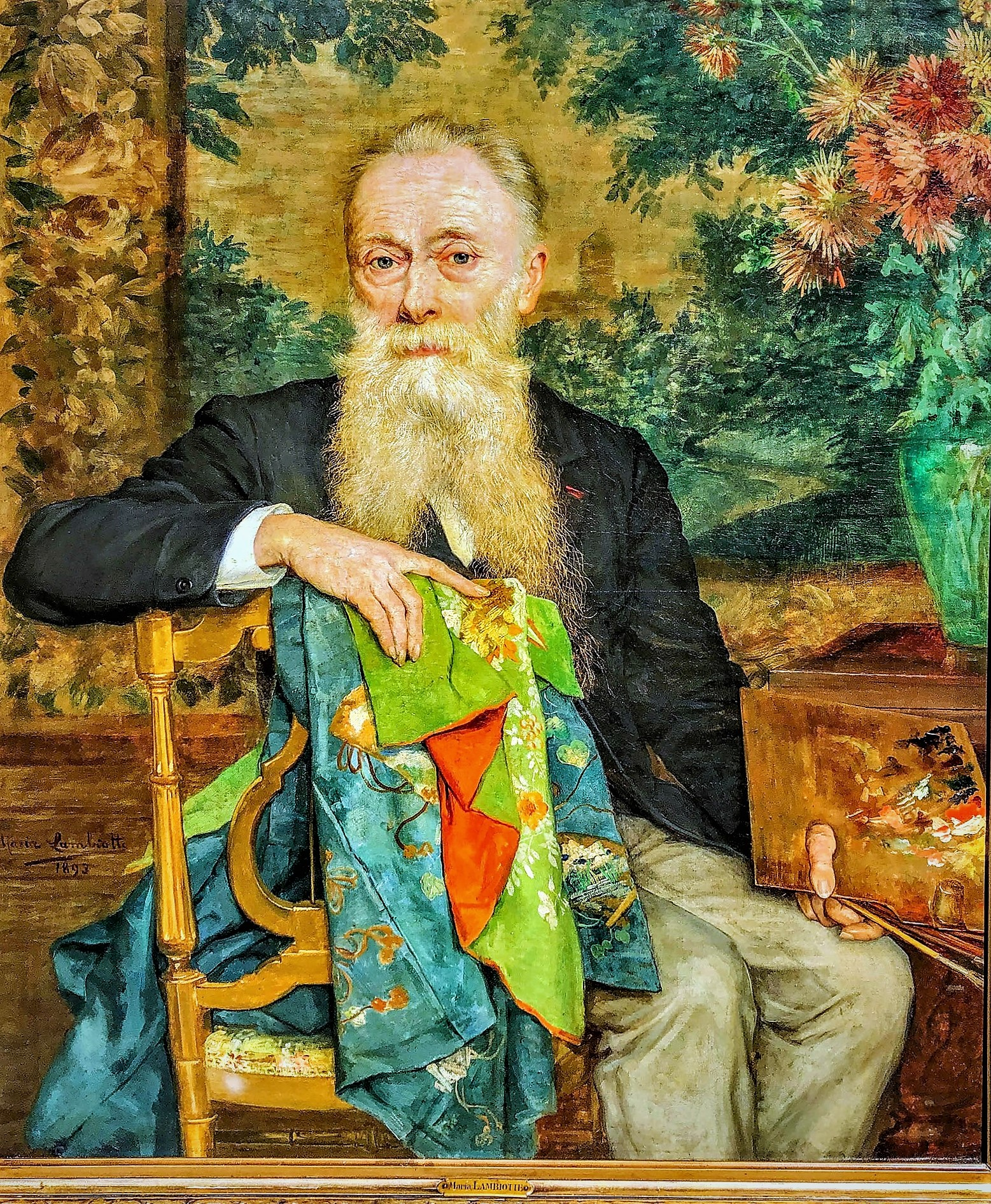
Portret van Franz Verhas
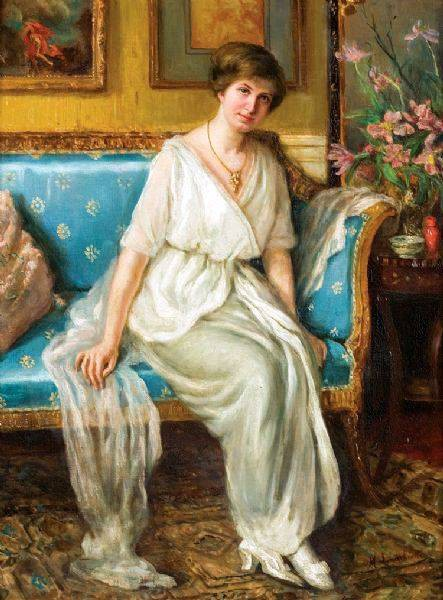
Schilderij gemaakt door Maria Lambiotte (Bron : Oude Abdij van Kortenberg)
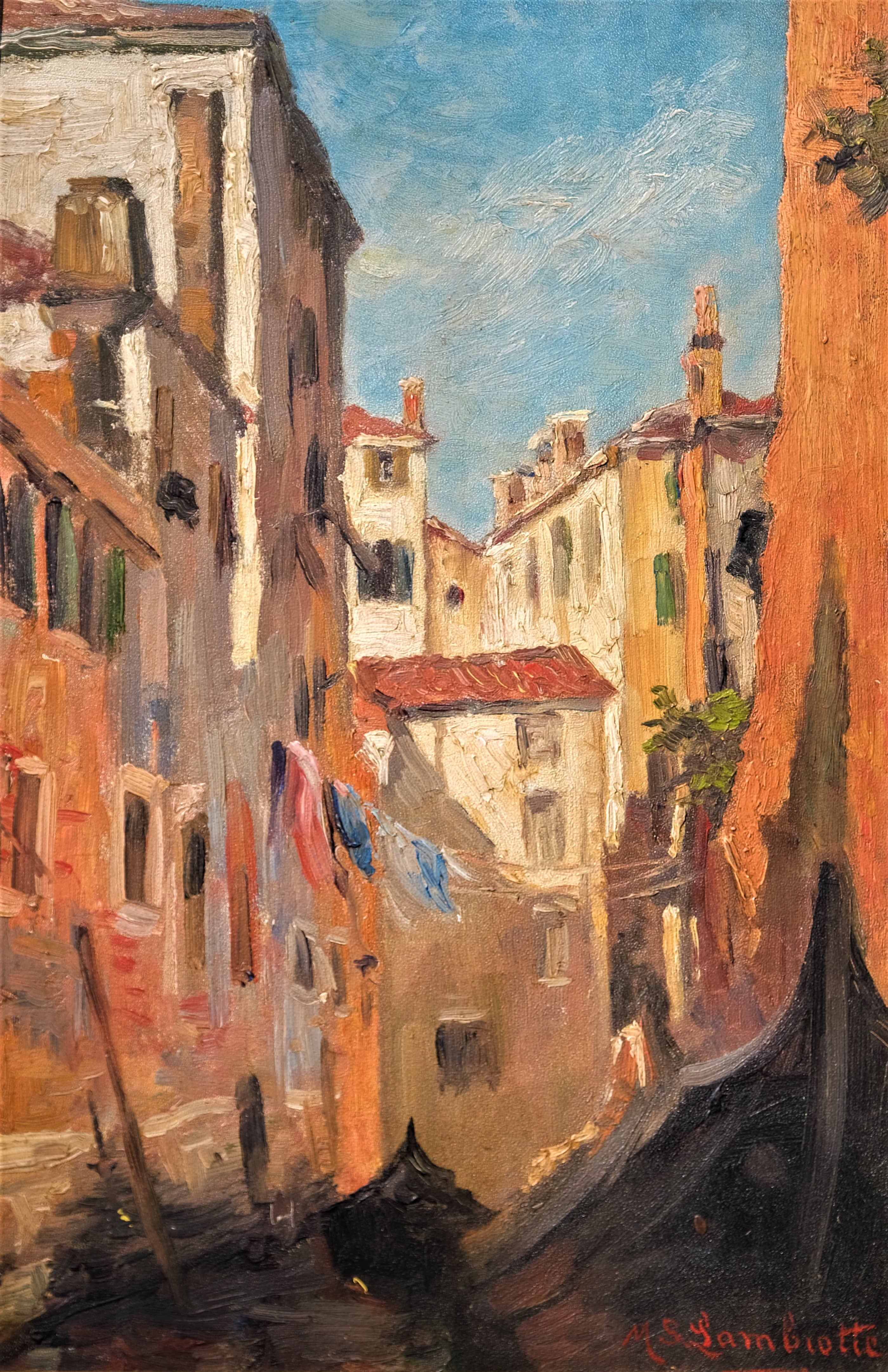
Straat in Venetië
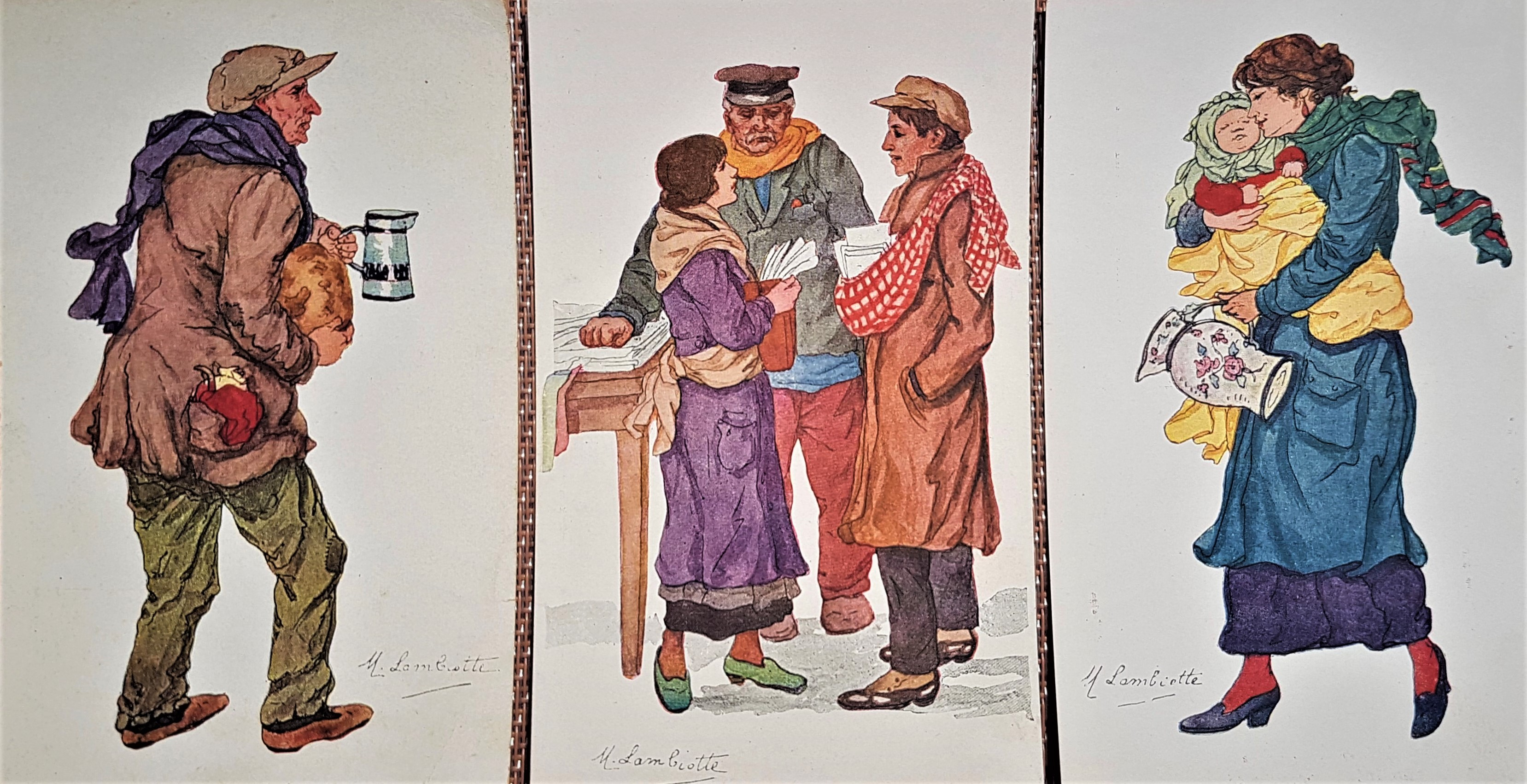
"Types vus" Winter 1914-1915 Maria Lambiotte (3 postkaarten uit een serie van 12)
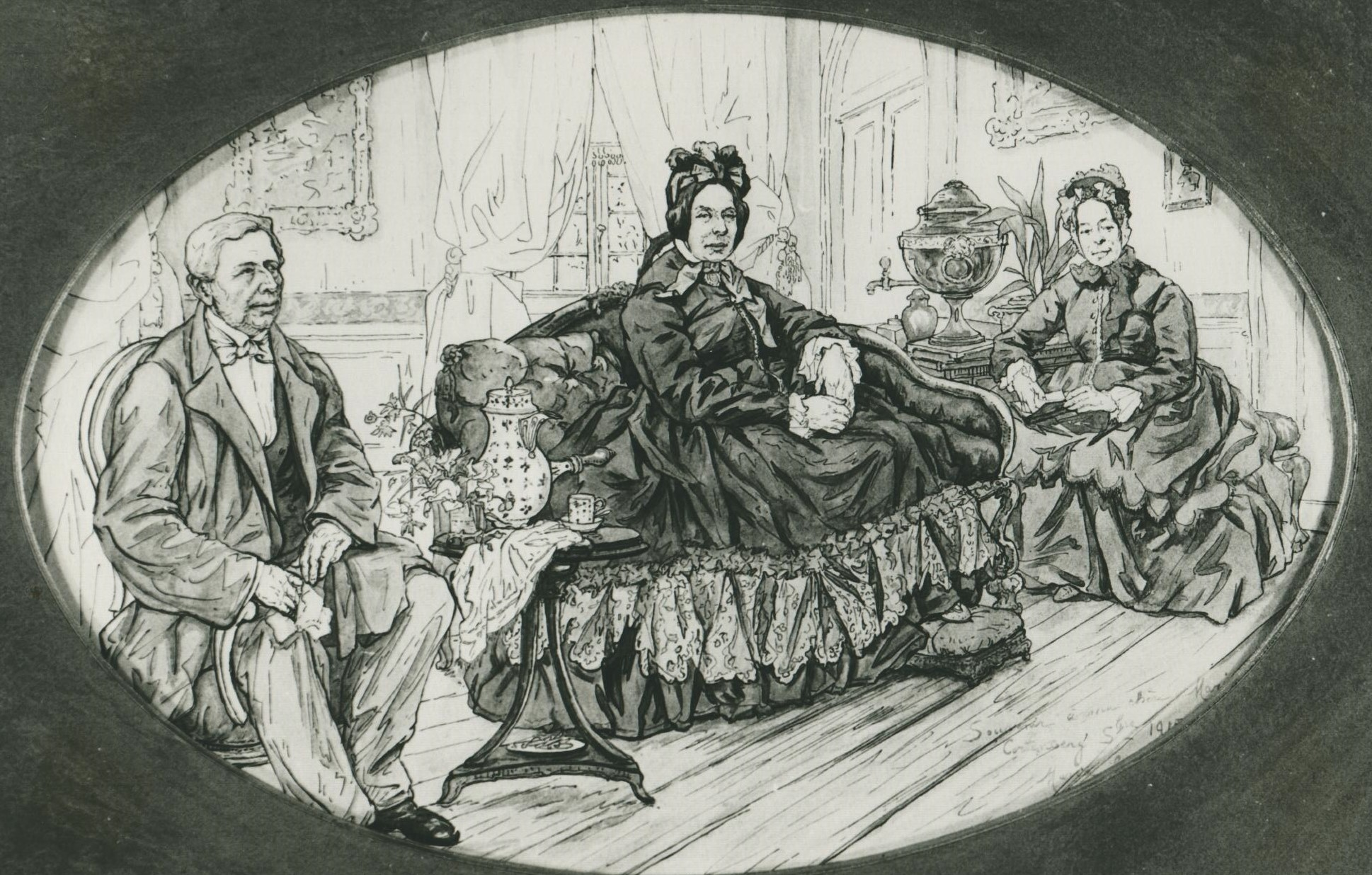
Het schilderijtje in het groot salon van de abdij van Kortenberg met Jean-Amand Matthieu, zijn echtgenote Barones Julie Barbe d’Eesbeeck vander Haeghen en haar ongehuwde zuster Barones Hortence, die bij haar inwoonde. Marie Lambiotte maakte het schilderij en schonk het aan haar schoonzus Marie Salkin

- RKD-Nederlands Instituut voor Kunstgeschiedenis: 114181